# Musée du Grand Siècle
Le musée du Grand Siècle est un futur musée situé à Saint-Cloud, voisin du domaine national de Saint-Cloud (Hauts-de-Seine). Il sera installé dans l'ancienne caserne Sully, à l'emplacement des anciens jardins bas du château de Saint-Cloud, proche de la Seine. Ce nouvel établissement culturel devrait ouvrir ses portes au public début 2026. Il est l'œuvre de l'architecte Rudy Ricciotti.
Un pavillon de préfiguration a ouvert en septembre 2021 au petit château de Sceaux.

## Historique

### Ancienne caserne Sully
Au XVIIe siècle, cet emplacement était occupé par les jardins bas et le potager du château de Saint-Cloud, aménagés pour Philippe d'Orléans, frère de Louis XIV, par André Le Nôtre. 
Louis XVIII décide en 1818 de faire édifier un grand corps de logis pour le logement de ses gardes du corps, mais ce projet reste sans suite. Charles X fait finalement édifier entre 1825 et 1827 par le génie de sa Maison militaire le vaste bâtiment en « L » destiné à loger les gardes du roi, et s'inscrivant dans les grands projets d'aménagements de Saint-Cloud menés par l'architecte Eugène Dubreuil. Sous le Second Empire est ajouté un pavillon dit des Officiers, qui adopte la même écriture architecturale.
Après l'incendie du château de Saint-Cloud en 1870 et la proclamation de la République, le grand corps de logis appelé « bâtiment Charles-X » reçoit diverses affectations par le ministère des Armées. Il abrite ainsi le 101e régiment d'infanterie, le dépôt de remonte de Paris, puis le 6e groupe autonome d'artillerie, le centre d'organisation du génie, et enfin après 1945, la direction des études et de fabrication d'armements (DEFA), avant de recevoir également dans ces locaux une partie de l'administration du Commissariat à l'énergie atomique.
Sorti du domaine de Saint-Cloud en 1834 (et de ce fait non protégé par le classement tardif du parc au titre des Monuments historiques), le bâtiment est très largement remanié dans ses volumes intérieurs par ses différents occupants militaires, et le terrain est amputé au nord-ouest en 1935 par la création de l'autoroute de Normandie (viaduc et tunnel de Saint-Cloud). Il est le théâtre, en 1928, de plusieurs scènes du film Tire-au-flanc de Jean Renoir.
En 2008, la direction générale de l'Armement déménage et laisse la caserne sans affectation. Un protocole « Caserne Sully » est signé en 2012 entre le département des Hauts-de-Seine et France-Domaine (gestionnaire du site pour l'État), en vue de l'installation des Archives départementales dans l'ancien bâtiment Charles*X. Le protocole reste non appliqué jusqu'au 24 novembre 2016, date à laquelle le département fait l'acquisition du site pour le tarif préférentiel de 10,99 millions d'euros, s'engageant en contrepartie à implanter dans les bâtiments annexes plus de 200 logements pour étudiants et jeunes actifs. L'installation des Archives départementales des Hauts-de-Seine et de ses nombreux fonds documentaires (notamment la collection André-Desgrine, de 55 000 ouvrages et 150 incunables, ou la bibliothèque d'histoire locale La Souvarine, comptant 40 000 ouvrages), prévue initialement pour 2019, devait s'intégrer dans le projet plus vaste de « Vallée de la Culture » mené par le département sur les rives de la Seine. Finalement, les Archives départementales des Hauts-de-Seine, fusionnant partiellement avec celles des Yvelines, seront abritées dans un bâtiment commun à Montigny-le-Bretonneux.

### Depuis 2019: musée du Grand Siècle

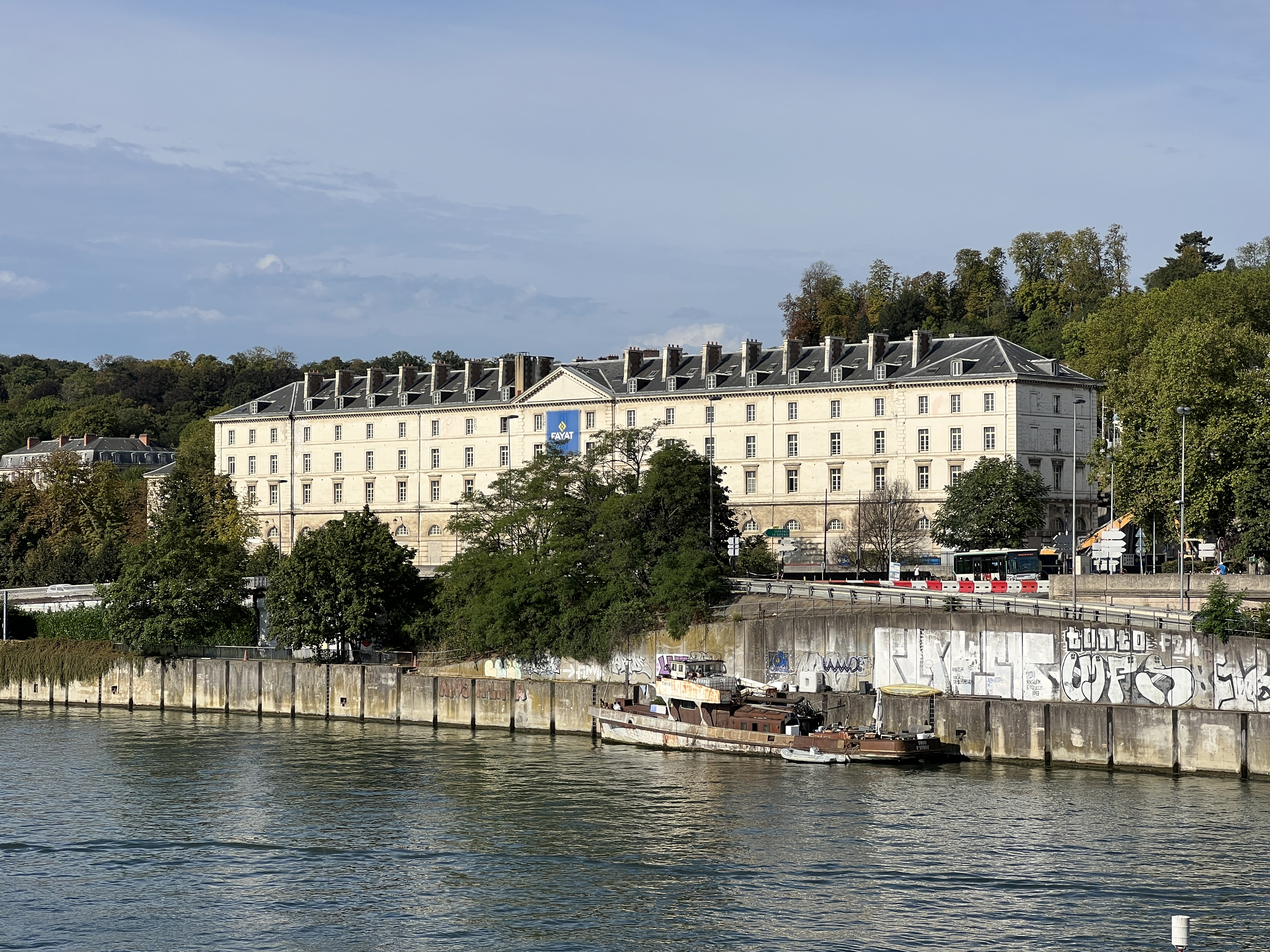
Vue de la caserne Sully, futur musée du Grand Siècle.

Le projet est né de la volonté de Pierre Rosenberg, ancien président-directeur du musée du Louvre, membre de l'Académie française, de donner toutes ses collections d'art à une institution publique. Après un premier projet aux Andelys, annoncé en 2017 mais resté inabouti, Pierre Rosenberg a souhaité faire cette donation au département des Hauts-de-Seine. Son président, alors Patrick Devedjian, également amateur d'art, l'a accepté, ayant compris son intérêt pour réaliser un grand établissement culturel à destination de tous les publics,.
Le 8 juin 2019, dans la salle de bal du château de Fontainebleau, est annoncé, par Patrick Devedjian et Pierre Rosenberg, le projet définitif pour la caserne Sully : le musée du Grand Siècle dont la direction est confiée à Alexandre Gady. Durant l'été, les contours du projet sont précisés : le coût de 100 millions d'euros sera pris en charge par le département. Pour la réhabilitation de l'ancienne caserne et sa transformation en musée, le département des Hauts-de-Seine a choisi la formule du marché global de performances. 
Une mission de préfiguration mise en place dès septembre 2019 a été confiée à l'universitaire Alexandre Gady. La mission est chargée d'établir le projet scientifique et culturel, d'enrichir les collections du futur établissement et de constituer progressivement l'équipe du musée. Celui-ci se composera de trois entités étroitement liées et qui procèdent des trois caractères fondamentaux de la donation : le XVIIe siècle ; le collectionnisme ; la recherche fondamentale en histoire de l'art. 
La donation de Pierre Rosenberg, signée officiellement le 25 septembre 2020, comprend trois ensembles : 673 tableaux (XVe siècle-XXe siècle), 3502 dessins (XVIe siècle-XXe siècle) et 802 animaux de verre de Murano (XXe siècle). La collection est estimée à 30 millions d'euros et comprend des œuvres d'Eustache Le Sueur, Laurent de La Hyre, Gaspard Dughet, Philippe de Champaigne, Jean-Baptiste Oudry et Thomas Couture. S'y ajoutent une bibliothèque de 50 000 ouvrages et une riche documentation accumulée pendant un demi-siècle de recherche. 
En mars 2020, un jury a retenu trois groupements appelés à travailler dans le cadre d'un dialogue compétitif. En juillet 2022, c'est l'architecte Rudy Ricciotti qui est choisi. Il est prévu de ne préserver que les façades du bâtiment, un projet confié à Christophe Batard (architecte en chef 2BDM). La construction d'un grand belvédère est prévue. La première pierre du futur musée est posée le 5 octobre 2023. Sa livraison est prévue pour 2026. Le chantier du musée est suspecté d'avoir provoqué des fissures entraînant la fermeture de l'autoroute A13.
Le musée obtient l'appellation musée de France par arrêté du 21 janvier 2023.

## Entités

### Musée du Grand Siècle

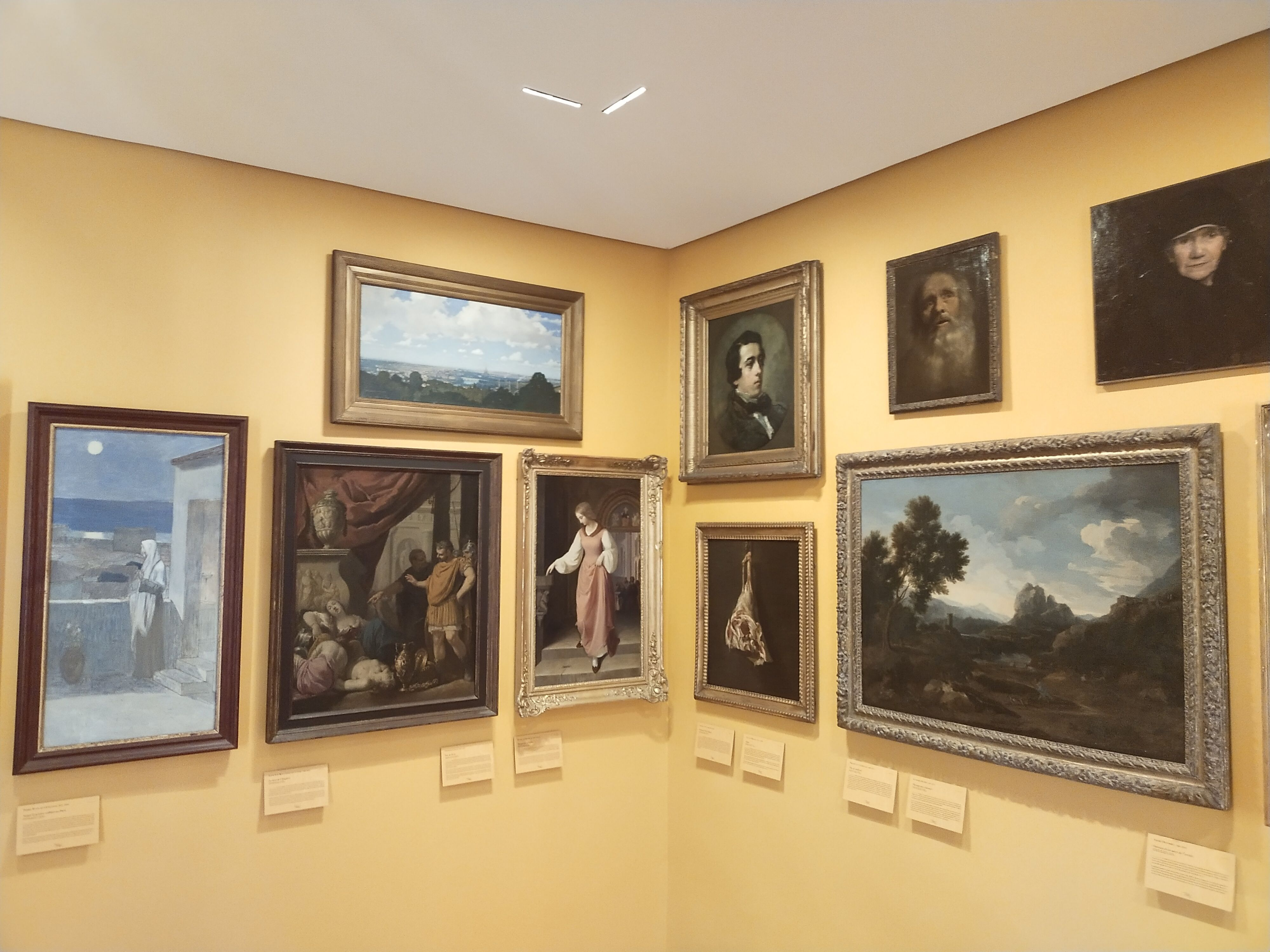
Une partie de la collection de Pierre Rosenberg accrochée au pavillon de préfiguration du musée du Grand Siècle, octobre 2021.

Il s’agit d’un musée de civilisation consacré au XVIIe siècle français (d'Henri IV à la Régence), prenant la suite logique des musées nationaux du Moyen Âge (hôtel de Cluny) et de la Renaissance (château d'Écouen). Il présentera une vision large du Grand Siècle, au travers d'un parcours thématique abordant l'histoire, la société, les sciences et les arts ou encore la littérature.
Ses collections seront composées d'une partie de la donation Rosenberg, d'acquisitions ciblées faites par le département des Hauts-de-Seine, enfin de dépôts d'œuvres provenant de réserves de musées français. Tous les arts seront ainsi représentés : peintures, sculptures, arts décoratifs et mobiliers, architecture, arts graphiques, objets scientifiques, etc.

### Cabinet des collectionneurs
À ce musée s’ajoutera un cabinet des collectionneurs. On y trouvera l'essentiel de la collection de Pierre Rosenberg, dans son amplitude chronologique et dans sa diversité, dont témoigne la collection d'animaux de verre de Murano. 
À terme, ce cabinet aura pour vocation de montrer d’autres collections privées faisant l'objet d'une donation. L’objectif est ainsi de montrer la personnalité des collectionneurs, la philosophie présidant à la réunion de tels ensembles, enfin d’évoquer la présentation des œuvres telles qu’elles peuvent être faites dans leurs intérieurs. À cette fin, le cabinet des collectionneurs privilégiera des accrochages denses et sans classement chronologique.    

### Centre de recherche Nicolas-Poussin

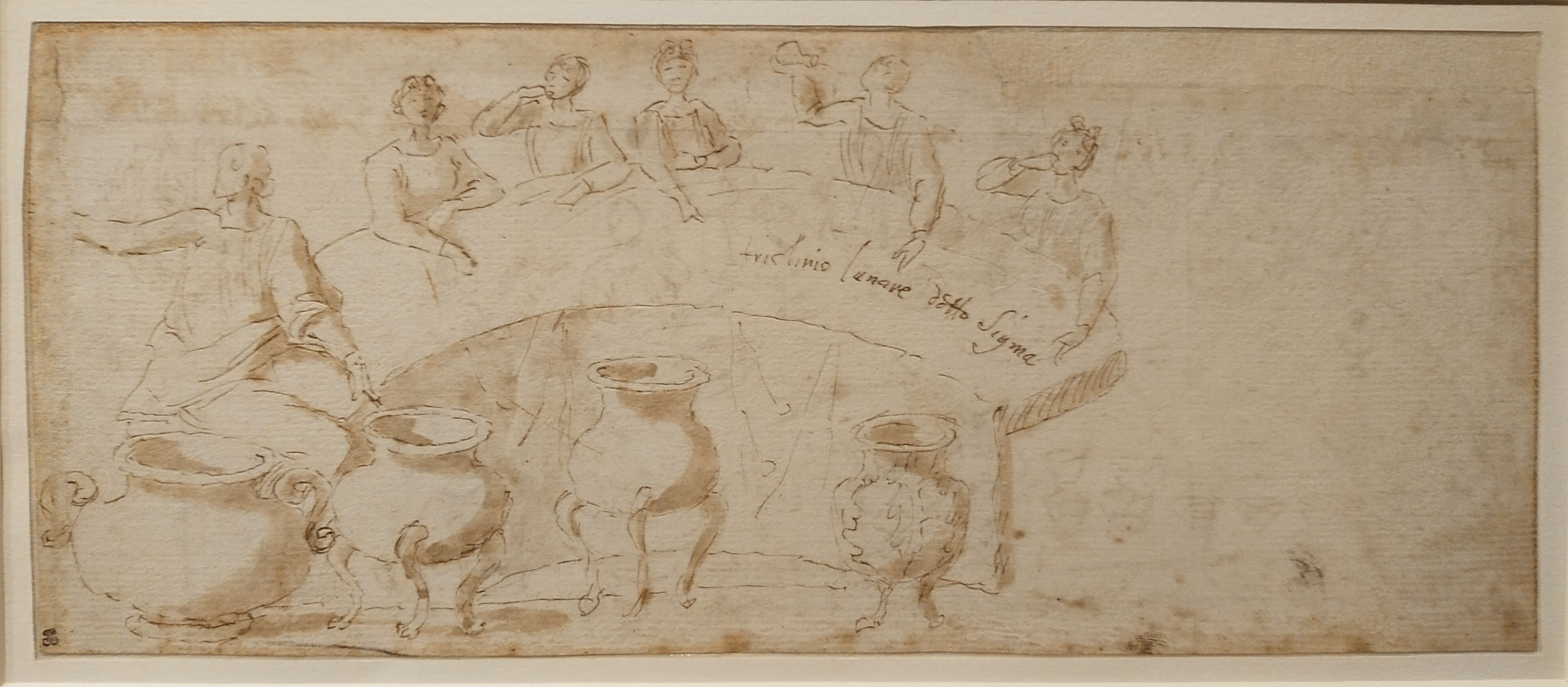
Nicolas Poussin, Un repas funéraire antique, dessin, vers 1644. Musée du Grand Siècle, donation Pierre Rosenberg.

Le centre de recherche Nicolas-Poussin complétera le dispositif muséal ; il abritera la bibliothèque et la documentation de Pierre Rosenberg, une des plus complètes au monde pour le XVIIe siècle français et italien, ainsi que le cabinet des dessins et des bureaux et salles de séminaire pour les chercheurs.

## Collections

### Peintures

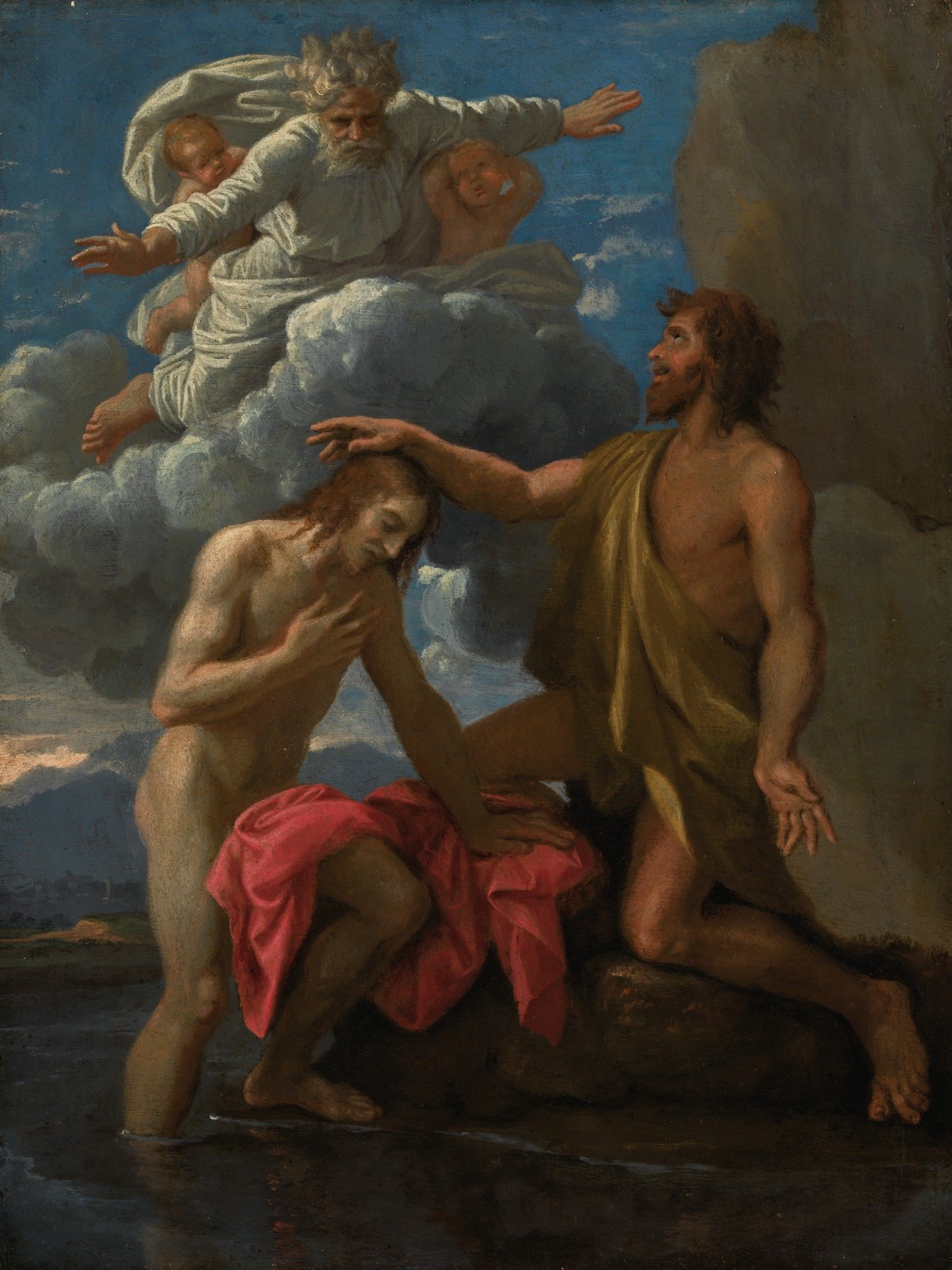
Nicolas Poussin, Le Baptême du Christ, huile sur toile, 1648.

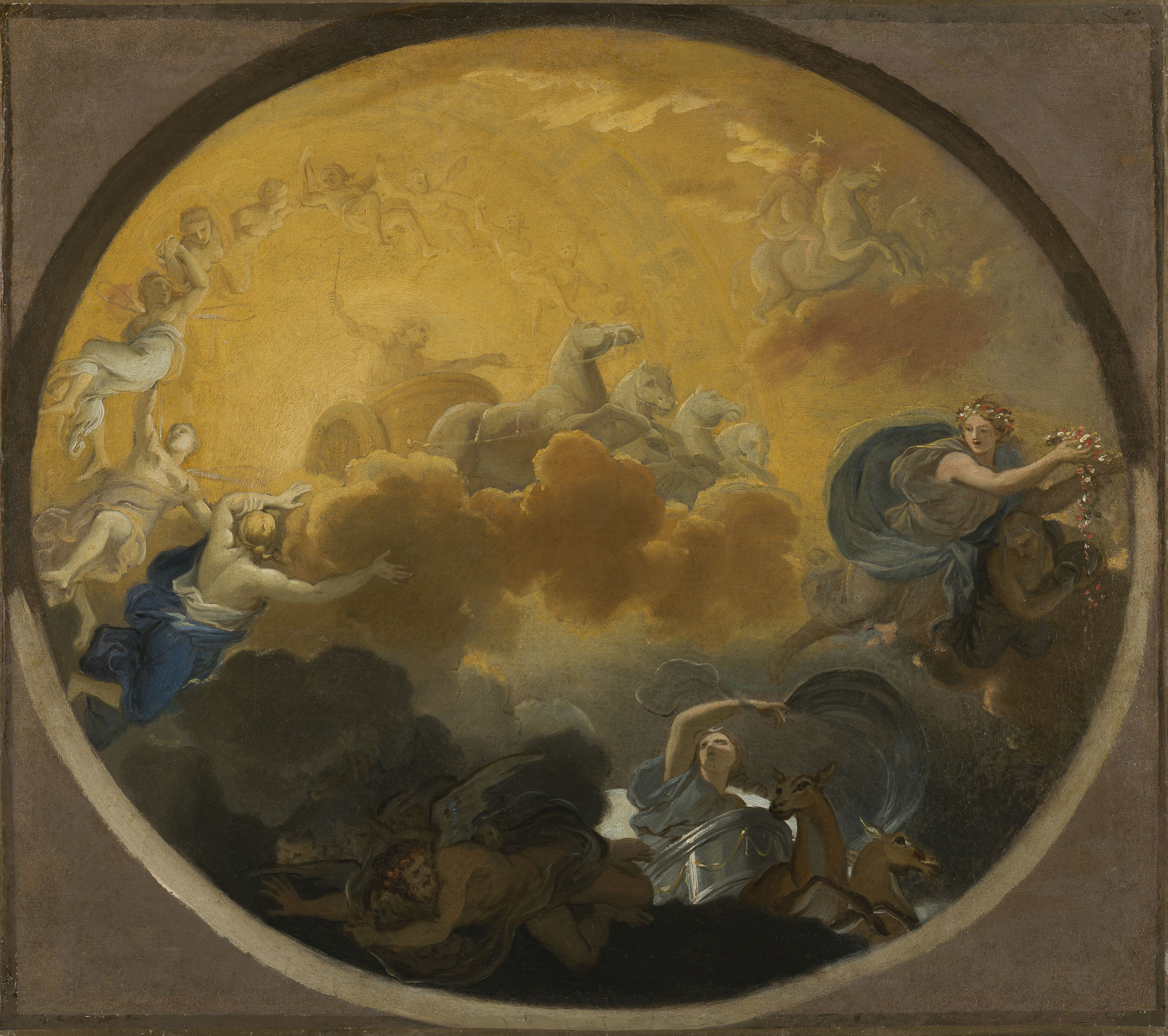
Charles Le Brun, Le Char d'Apollon, huile sur toile, vers 1650.

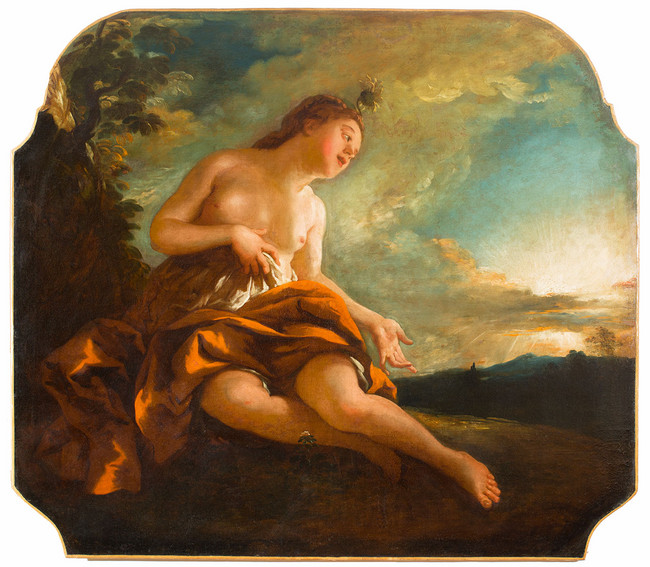
Jean-François de Troy, Clytie changée en tournesol, huile sur toile, vers 1730.

- Claude Audran II : La Décollation de saint Jean-Baptiste (vers 1674)
- Lubin Baugin : Martyr de saint Laurent (XVIIe siècle)
- Alexis Simon Belle : Portrait de Pierre Rémond de Montmort, membre de l’Académie royale des Sciences (vers 1715)
- Antonio de Bellis : Samson et Dalila (XVIIe siècle)
- Jacques Blanchard : Apollon et Daphné (vers 1631-1632)
- Jean-Baptiste Carpeaux : Apothéose de Monseigneur Darboy (XIXe siècle)
- Jean-Baptiste de Champaigne : Sine Cerere et Baccho friget Venus (vers 1665-1670)
- Philippe de Champaigne :
  - Annonciation (XVIIe siècle)
  - Portrait de Louis de Béthune, comte, puis duc de Charost (vers 1655-1665)
- Michel Corneille l'Ancien : La Mort de Virginie (vers 1645)
- Michel Corneille le Jeune : Le Repentir du Grand Condé (vers 1691)
- Thomas Couture : Portrait dit de Degas (XIXe siècle)
- Noël Coypel : Le Triomphe de la Philosophie (1683-1693)
- Gaspard Dughet : Paysage avec chasseur (vers 1653-1655)
- Jean-Honoré Fragonard : Le Joli Nid (XVIIIe siècle)
- Laurent de La Hyre :
  - Conversion de saint Paul (1637)
  - La Renommée (XVIIe siècle)
- Georges Lallemant : La Rixe (vers 1625-1630)
- Nicolas de Largillierre : Portrait de Philibert-Bernard Gagne de Perrigny (vers 1715)
- Charles Le Brun : 
  - Crucifixion (vers 1650)
  - Le Char d'Apollon (vers 1660)
- Georges Leroux : Vue de Paris (vers 1920)
- Reynaud Levieux : Nature morte au melon, à la grenade, raisins, prunes et figues (XVIIe siècle)
- Jean-Baptiste Oudry : Pluvier doré pendu par une patte (1750)
- Joseph Parrocel :
  - La Chasse au sanglier (XVIIe siècle)
  - Chasse aux lions (XVIIe siècle)
  - Les Malheurs de la guerre (XVIIe siècle)
- Pierre Patel : Paysage idéal avec monuments antiques, animé de personnages (vers 1650)
- Pierre Peyron : Scène antique (1796)
- Nicolas Poussin : Le Baptême du Christ (1648)
- Giovanni Francesco Romanelli : Allégorie de la Justice (1646)
- Rachel Ruysch : Grenouille et petites libellules (vers 1680)
- Jean-Baptiste Santerre : Portrait de femme vêtue à l'espagnole (vers 1705-1710)
- Jacques Stella : La Présentation de la Vierge du Temple (vers 1645)
- Jean-François de Troy :
  - Autoportrait (XVIIIe siècle)
  - Le Jeu du pousse-épingle (vers 1720)
  - Clytie changée en tournesol (vers 1730)
- Claude Joseph Vernet : Un paysage avec un arbre mort, deux hommes et une femme (XVIIIe siècle)

## Accès
Le site est desservi par les transports en commun :
- métro ligne 10, Boulogne Pont de Saint-Cloud
- tramway T2, Parc de Saint-Cloud.